# Gillis Ahlberg
Gillis Ferdinand Ahlberg, död den 8 november 1892 i Göteborg, död där den 6 november 1930, var en svensk idrottsledare och sportjournalist.
Ahlberg blev som sjuttonåring medarbetare i Göteborgs-Posten men övergick 1914 till Göteborgs-Tidningen, där han var verksam till sin död. Framför allt var han intresserad av rodd. Som aktiv idrottsman var Ahlberg cox i åttamannalaget vid Olympiska sommarspelen 1912 i Stockholm. Han var styrelseledamot i Svenska Roddförbundet från 1920 till sin död (sekreterare 1921–1926, vice ordförande från 1928) och 1929–1930 ordförande i Göteborgs roddklubb, som då för första gången arrangerade nordiska mästerskap. Ahlberg var sekreterare för friidrott vid Göteborgsspelen 1923 och en av ledarna för Damolympiaden 1926. Han tog initiativet till Göteborgsalliansens internationella fotbollsveckor. Ahlberg anordnade inom skidsport de första extratågen till Vasaloppet och arrangerade inom konståkning den första Sonja Henie-uppvisningen i Göteborg.  Han var sekreterare i Göteborgs distriktsidrottsförbund 1913–1914. Ahlberg var även styrelseledamot i Idrottsjournalisternas klubb från 1923.